# Affaire RR crypto
 (août 2023).
L’affaire RR Crypto est une affaire de fraude en matière de cryptomonnaies ayant eu lieu en France.
Il s'agit d'une association dijonnaise, ayant perdu entre 40 et 58 millions d'euros en cryptomonnaie, qu'elle gérait pour le compte de ses adhérents.

## L'association RR Crypto
Créée le 14 février 2019 à Dijon, RR Crypto est une association loi 1901 proposant des conseils et un accompagnement personnalisé pour des projets concernant les crypto-actifs auprès de particuliers afin de participer à une alternative économique fiable et pérenne face aux enjeux actuels.
Animée par Vincent Ropiot, RR Crypto propose des services d'investissements en cryptomonnaies moyennant une rentabilité mensuelle de 10 % à ses adhérents sans toutefois garantir le capital investi.
Le 20 juin 2021, Vincent Ropiot adresse un mail aux adhérents de l'association leur indiquant que, durant le mois de mars 2021, le portefeuille de crypto-actifs ouvert sur la plateforme Binance sur lequel l'ensemble des fonds confiés en gestion étaient stockés, aurait été réinitialisé, ce qui n'a aucun sens.
Selon les estimations parues dans la presse, l'association gérait alors entre 40 et 58 millions d'euros.

## Enquête ouverte à la suite de la disparition des fonds
Le 22 juin 2021, une enquête préliminaire est ouverte et est confiée à la section cybercriminalité du parquet de Paris pour vol en bande organisée, atteinte à un système de traitement automatisé de données et blanchiment d'argent en bande organisée. Le même jour, une perquisition a lieu dans les locaux de RR Crypto.
Il est découvert que l'association RR Crypto n'a jamais sollicité d'agrément auprès de l'autorité des marchés financiers. L'entreprise Binance affirme être en mesure de démontrer qu'RR Crypto ne détient aucun compte chez elle et qu'il n'existe pas de « processus pour réinitialiser des fonds enregistrés ».
Plusieurs salariés de l'association se sont quant à eux exprimés pour se désolidariser de son fondateur et rejeter sur lui la responsabilité de la disparition des fonds.
De nombreux adhérents ont également déposé plainte.
L'association RR Crypto est placée en liquidation judiciaire le 9 juillet 2021.
Le 5 avril 2022, quatre interpellations ont lieu.
En juin 2022, le président de l'association aurait avoué qu'il s'agissait d'un système pyramidal de type Ponzi.